# Uleiorchis
 Uleiorchis – rodzaj myko-heterotroficznych roślin z rodziny storczykowatych (Orchidaceae). Obejmuje dwa gatunki. Uleiorchis ulaei znany jest z południowej Brazylii, Kostaryki, Hondurasu, Panamy, Gujany Francuskiej, Gujany, Wenezueli, Kolumbii, Ekwadoru oraz Peru. Uleiorchis liesneri znany jest tylko z pojedynczego znaleziska w wenezuelskiej Amazonii. Rośliny występują na wysokościach do 1400 m n.p.m., jednakże większość stanowisk znajduje się na wysokości do 600 m. Rosną głównie na osłoniętych bogatych w próchnicę czarnoziemach wśród poszycia oraz na leśnych pagórkach. Rośliny rosną pojedynczo, choć czasami można spotkać je rosnące w niewielkich skupiskach.

## Morfologia
Kłącze składa się z jednej lub kilku połączonych brodawkowatych i mięsistych bulw. Łodyga wyprostowana i gładka. Liście łuskowate i błoniaste. Kwiatostan wyprostowany z 1-6 kwiatami, z kilkoma przysadkami. Listki okwiatu rozpostarte, bladobrązowo-białe, czasami lekko zabarwione na kolor bladofioletowy. Warżka jasnożółta z brązowymi plamkami przy nasadzie. Kwiaty posiadają dwa pylniki.

## Systematyka
Rodzaj sklasyfikowany w plemieniu Gastrodieae, podrodzina epidendronowe (Epidendroideae), rodzina storczykowate (Orchidaceae), rząd szparagowce (Asparagales) w obrębie roślin jednoliściennych.
Wykaz gatunków
- Uleiorchis liesneri Carnevali & I.Ramírez
- Uleiorchis longipedicellata A.Cardoso & Ilk.-Borg.
- Uleiorchis prataensis Engels & E.C.Smidt
- Uleiorchis ulei (Cogn.) Handro